# Russell Allen

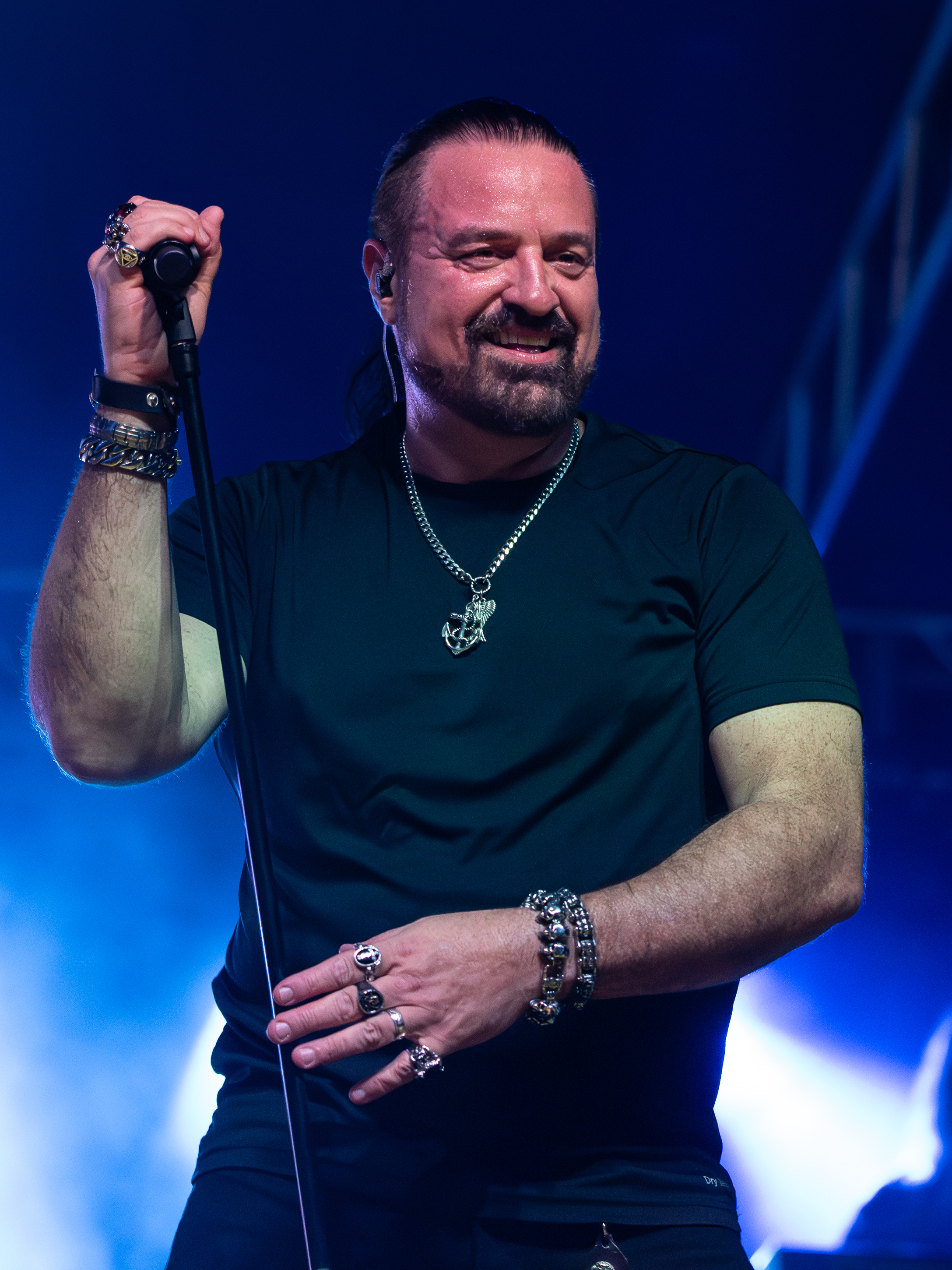
Russell Allen (2024)

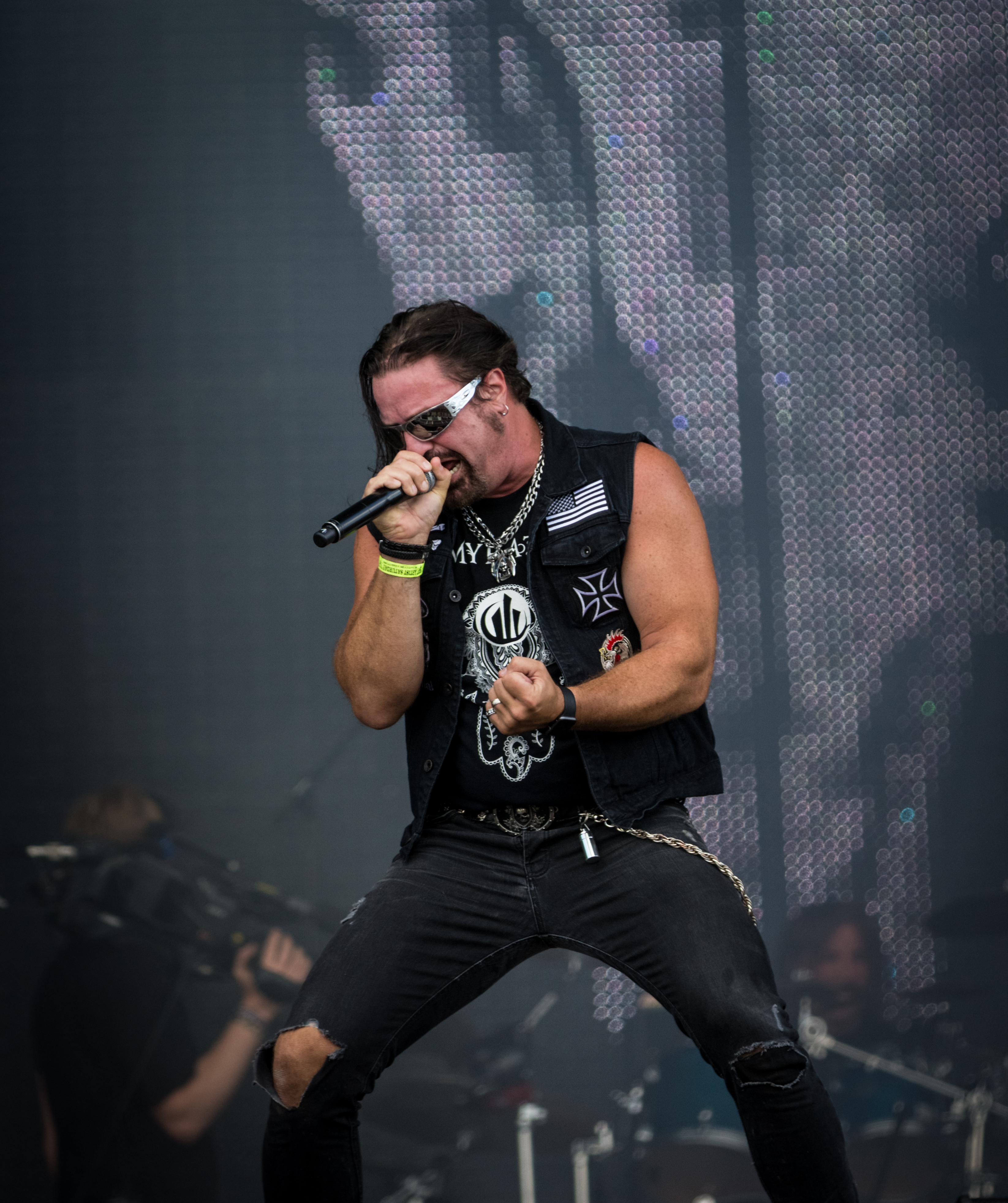
Russell Allen mit Symphony X beim Wacken Open Air 2016

Russell Allen (* 19. Juli 1971 in Long Beach, Kalifornien) ist ein US-amerikanischer Musiker und Sänger der Progressive-Metal-Band Symphony X.

## Werdegang
Allen stammt aus einer musikalischen Familie mit dem Schwerpunkt Folk, Country und Bluegrass. Schon in frühen Jahren entdeckte er den Gesang als sein Talent. Mit fünf Jahren sang er zum ersten Mal vor einem größeren Publikum Country- und Folk-Songs. Als Kind war ein großer Fan von Willie Nelson.
Seine Vorbilder während der Junior Highschool waren Iron Maiden, Dio, Rainbow, Van Halen, Led Zeppelin und Black Sabbath, seine Lieblingssänger zu dieser Zeit Bruce Dickinson und David Lee Roth. Er war Mitglied im Schulchor und im Schul-Jazzensemble, wo er die Grundlagen über Gesangstechnik, Harmonielehre und im Notenlesen erlernte. Sein Repertoire beinhaltete damals auch Songs von James Taylor, Manhattan Transfer, Tom Jones und James Brown.
In seiner Zeit an der Senior Highschool sang er in lokalen Rockbands in Los Angeles. Zu seinen Gesangsvorbildern und Einflüssen zählen zu den bereits genannten u. a. Paul Rodgers, Rob Halford, Robert Plant, später auch Ray Gillan und Chris Cornell – aber vor allem Ronnie James Dio.
Vor seiner Zeit als Profi-Musiker zog er von Kalifornien nach New Jersey und arbeitete als Turnier-Schaukämpfer und später Show-Manager beim Veranstalter Medieval Times Dinner Theater in der damals neueröffneten Niederlassung in Lyndhurst. Bereits während der High School in Kalifornien hatte Allen in Buena Park bei Medieval Times gejobbt. Neben seiner Tätigkeit bei Medieval Times in NJ betätigte er sich musikalisch als Sänger in den Bands "Streetwise" und "Sin River".
Während der Aufnahmen zum zweiten Album von Symphony X The Damnation Game verließ der damalige Sänger Rod Tyler die Band. Durch einen Zufall hatte Tyler jedoch einige Zeit zuvor Allen dem damaligen Symphony X Bassisten Thomas Miller in einem Bekleidungsgeschäft vorgestellt. Als die Band nun ohne Sänger dastand, erinnerte sich Thomas Miller an Allen und die Band kontaktierte ihn. Seit 1995 ist er der Leadsänger von Symphony X. Im Juli 2015 erschien Underworld, das nunmehr 7. Symphony X Studio-Album mit Russell Allen.
2005 erschien sein Soloalbum "Atomic Soul", auf welchem im Gegensatz zu den vertrackten Kompositionen seiner Hauptband vergleichsweise simpler Hardrock dargeboten wird. Neben dem Gesang spielte Allen bei der Aufnahme auf fast allen Songs außerdem Bass, akustische Gitarre und Keyboards selbst ein. Weitere beteiligte Mitmusiker hat Allen aus Mitgliedern der Bands Sin River, Phantom’s Opera und Murder 1 rekrutiert. Mit Gastauftritten am Keyboard sind Jens Johansson und Michael Pinella beteiligt. Ebenfalls mit Gastauftritt tritt Symphony X Gitarrist und Mastermind Michael Romeo in Erscheinung. Das Album wurde im Keller von Romeos Haus, im bandeigenen Studio "The Dungeon", aufgenommen.
Des Weiteren wirkte er 2002 auf dem Sideproject "Star One" von Arjen Lucassen mit, auf dem er einer der vier Hauptsänger ist. Auch eine kurze Tour bestritt Allen mit, wovon 2003 ein Live-Album veröffentlicht wurde. Im Jahr 2010 erschien ein weiteres Album von "Star One". Ursprünglich aufgrund eines Scherzes von Arjen Lucassen bezüglich Allens früherer Tätigkeit bei Medieval Times, wurde er im Booklet des ersten Star-One-Albums mit dem Titel eines Ritters als "Sir Russell Allen" versehen. Diese Bezeichnung hat sich seither in diversen Kreisen als Zeichen des Respekts seiner Sangeskunst etabliert.
Zusammen mit dem Sänger Jørn Lande und dem Komponisten Magnus Karlsson (Primal Fear) wurden 2005, 2007 sowie 2010 Alben unter dem Projektnamen Allen/Lande veröffentlicht. 2014 wurde das Projekt um ein weiteres Album erweitert, inzwischen unter der Federführung von Timo Tolkki (ehem. Stratovarius) als verantwortlicher Komponist, Produzent und Gitarrist/Keyboarder.
2011 formierten sich Russell Allen, Mike Portnoy (ex-Dream Theater) und Mike Orlando zu einer Supergroup unter dem Namen Adrenaline Mob. Eine EP erschien noch im selben Jahr. Das darauffolgende Debütalbum Omerta erschien im März 2012 und wurde noch ohne den neuen Bassisten John Moyer von Disturbed aufgenommen. Im Februar 2014 erschien das zweite Album Men of Honor.
Als Ersatz für den Sänger James Lewis heuerte das Trans-Siberian Orchestra Allen im November 2013 für die Tournee Winter 2013/2014 der US-East-Coast Production an. Die Zusammenarbeit zwischen dem TSO und Allen wurde auch im Folgejahr für die Tournee Winter 2014/2015 fortgesetzt. Ebenfalls war er an dem Doppelauftritt von Savatage und TSO beim Wacken Open Air 2015 beteiligt, bei dem er neben Backgroundgesang auch den alten Savatage-Klassiker "Another Way" als Frontmann sang.
2014 formierte sich ein neues Heavy Rock-Projekt mit Allen als Sänger und dem deutschen Bassisten Mat Sinner unter dem Namen "Level 10". Als Mitmusiker beteiligt sind der Schlagzeuger Randy Black (ex-Primal Fear), die Gitarristen Alex Beyrodt (Primal Fear) und Roland Grapow (Masterplan, ex-Helloween) sowie der Keyboarder Alessandro Del Vecchio (Silent Force). Weitere musikalische Gäste sind u. a. Magnus Karlsson, Amanda Somerville, Carsten Schulz und Sander Gommans. Das Album "Chapter One" wurde im Januar 2015 veröffentlicht.
Neben Jeff Scott Soto wird Allen als Leadsänger des nächsten Projektes des Gitarristen Joel Hoekstra (Whitesnake, ex-Night Ranger), vertreten sein. Allen wurde Hoekstra von Chris Caffery als Sänger empfohlen, wobei alle drei Musiker Mitglieder des TSO sind. Das Album mit dem Titel Dying to Live wird unter dem Projektnamen Joel Hoekstra's 13 im Oktober 2015 veröffentlicht.

## Diskografie
- Solo
  - Russell Allen's Atomic Soul (2005)
- Mit Symphony X
  - The Damnation Game (1995)
  - The Divine Wings of Tragedy (1997)
  - Twilight in Olympus (1998)
  - The New Mythology Suite (2000)
  - Live on the Edge of Forever (2001)
  - The Odyssey (2002)
  - Paradise Lost (2007)
  - Iconoclast (2011)
  - Underworld (2015)
- Mit Star One
  - Space Metal (2002)
  - Live on Earth (2003, Livealbum)
  - Victims of the Modern Age (2010)
- Mit Jørn Lande (als Allen/Lande)
  - The Battle (2005)
  - The Revenge (2007)
  - The Showdown (2010)
  - The Great Divide (2014)
- Mit Tobias Sammet's Avantasia
  - The Wicked Symphony (2010)
  - Angel of Babylon (2010)
- Mit Adrenaline Mob
  - Adrenaline Mob (EP) (2011)
  - Omertà (2012)
  - Covertà (EP, 2013)
  - Men of Honor (2014)
  - Dearly Departed (EP, 2015)
  - We the People (2017)
- Mit Level 10
  - Chapter One (2015)
- Mit Joel Hoekstra's 13
  - Dying to Live (2015)
  - Running Games (2021)
- Mit Trans-Siberian Orchestra
  - Letters from the Labyrinth (2015)
- Mit Anette Olzon (als Allen/Olzon)
  - Worlds Apart (2020)
  - Army of Dreamers (2022)

## Belege
- xsymphonyx.com: Infos (Memento vom 27. Oktober 2004 im Internet Archive)
- symphonyx.com: FAQ zu symphonyx
- ultimatemetal.com: Russ & SymX get a write up in an NJ newspaper
- blabbermouth.net: WHITESNAKE/Ex-NIGHT RANGER Guitarist JOEL HOEKSTRA To Release JOEL HOEKSTRA'S 13 Debut 'Dying To Live'